# أنطونيو فيفالدي
أنطونيو لوتشيو فيفالدي (بالإيطالية: Antonio Lucio Vivaldi)‏ ملحن باروكي وكاهن البندقية، وعازف كمان إيطالي شهير، قام بكتابة حوالي أربعمئة كونشرتو، من بينها الفصول الأربعة وهي أشهر أعماله على الإطلاق.

## حياته
ولد أنطونيو فيفالدي في الرابع من شهر مارس من سنة 1678 م في مدينة البندقية. تلقى من والده، والذي كان عازفا على الكمان في كاتدرائية القديس مرقس (سانت ماركو) أصول الموسيقى. قام وهو في سن الخامسة عشر (15) بحلق شعر رأسه وانخرط في سلك الرهبنة، بعدها بفترة تم تعيينه راهبا بصفة رسمية (1703 م). بدأ بعدها يتنصل من واجباته الدينية، فتوقف عن تلاوة الصلوات، متعللا ببعض الصعوبات في التنفس، كان في الواقع تنتابه نوبات صرع من حين لآخر. تولى فيفالدي في نفس السنة وظيفة معلم كمان في مستشفى الرحمة (l’Ospedale della Pietà)، وهو عبارة عن مركز ينظم حلقات موسيقية للأطفال اليتامى، وكلف في سنة 1705 م بتلقين البنات أصول تأليف وأداء الكونشرتو.
انتقل إلى مسرح «سانت أنجيلو» (في البندقية) وتولى وظيفتين في آن واحد: مؤلف ومكلف بشؤون الفنانين. تم تعيينه عام 1716 م استاذا (مشرفا) على الجوقة الموسيقية في ديللا بييتا (مستشفى الرحمة). بعد أن قام بأداء مؤلفاته الموسيقية في كل من إيطاليا وألمانيا والنمسا وهولندا، ذاع صيته وأًصبح فيفالدي عام 1718 م استاذا على الجوقة الموسيقية للأمير فيليب من هيسي-دارمستات في مدينة مانتوفا الإيطالية، ثم استاذا على جوقة فرانسوا ستيفان، دوق اللورين عام 1735 م، عاد مجددا إلى جوقة ديللا بييتا سنة 1735 م ليزاول وظيفته الأصلية. بعدها بثلاث سنوات قام بالإشراف على الاستعراضات الموسيقية في الاحتفالات المئوية لمسرح شووبورغ (Schouwburg) في أمستردام. استقر لبعض الوقت في البندقية قبل أن يقرر السفر إلى فيينا في عام 1741 م، إلا أنه توفي بعد وصوله بحوالي شهر واحدا في يوم 28 يوليو من عام 1741 م وهو في حالة يرثى لها.

## مؤلفاته
خلف فيفالدي وراءه عددا كبيرا من المؤلفات الموسيقية الآلاتية، وقد بلغت 456 كونشرتو من بينها 223 كونشرتو لكمان منفرد وأوركسترا، 22 لكمانين، 27 لكمان جهير منفرد، 39 للباصون، 13 للأوبوا والعديد من الكونشرتوهات لآلات مختلفة كالفيولا، العود (الغربي)، الماندولين، ناي بيكولو بالإضافة إلى 73 سوناتا.
على غرار أعماله الآلاتية، ألف فيفالدي العديد من الأعمال الكورالية: 16 موتيتا لمنشد منفرد، كورس وأوركسترا، 28 موتيتا لصوت واحد أو اثنين، 3 من تآليف الأوراتوريو. من بين أشهر تآليفه الدينية: «غلوريا» (1708 م) -Gloria-، ستابات ماتر (1721 م) -Stabat mater- وأوراتوريو «جوديثيا المبتهجة» (1716 م). قام أيضا بتأليف العديد من الأعمال الدينية: 30 كانتاتا دينية، بعض ألحان والسيرينادا، 48 أوبرا، من بينها 21 لا زالت محفوظة، على غرار «أورلاندو الغاضب» (1727 م) -Orlando furioso-، الأولمبيانية (1734 م) و«فوراسبي» (1739 م) -Foraspe-.

## التقنيات الجديدة
كان فيفالدي أول مؤلف موسيقي في يستعمل تلقائيا شكل الريتورنيللو (ritornello)، أصبح هذا الشكل شائعا فيما بعد في الحركات السريعة للكونشرتو. والريتورنيللو (واسمها بالإيطالية معناه الذي يتكرر ويعود) هو مقطع يتم عزفه بطريقة تكرارية من قبل كامل أعضاء الأوركسترا عند بلوغ مفاتيح معينة في المقطوعة، وهو يتناوب مع الحلقات، وهي مقاطع يغلب عليها أداء العازف المنفرد. ابتعد فيفالدي بذلك عن تصور الكونشرتو الذي يغلب عليه أسلوب الفوغا ووضع قواعده كوريللي، كانت موسيقاه عبارة عن فسيفساء، تتوافق أشكالها عن طريق تقارب نغماتها وثبات نبضها الإيقاعي.
اهتم فيفالدي بالتقنيات الآلاتية، وبالطرق التي تمكنه من تطويرها. في الكونشرتو السادس والثاني عشر من مؤلفه لاشيرتا -- (1725 م)، قام بضبط الوتر الرابع للكمان بثلث ثانوي تحت النغمة العادية. إن استبدال علامة الـ«سي» المخفضة (bemolle) بالـ«صول» مكنه من ترقيق نبرة الكمان، استغلال إمكانية وتر قرار وتطوير تأثيرات غير مألوفة. حتى ينوع من طريقة توزع الأدوار بين مختلف الآلات الموسيقية في الأوركسترا، قام فيفالدي بالبحث عن آلات جديدة. كان أول من أدخل من ألف مقطوعات للكلارين (آلة موسيقية تفرعنت عنها الكلارينيت لاحقا). اهتم بناي المعترض، وأعطى المكانى الأولى في أعماله لآلات كالباصون، كانت تعد قبل ذلك العهد من الآلات المرافقة.

## الكونشيرتو الحديث
يعتبر فيفالدي وحسبما جاء في مؤلفه «إسترو أرمونيكو» (1711 م) -Estro Armonico-، أول من وضع قواعد البنية الثلاثية للكونشرتو (خفيف، بطيء، خفيف). قام بإدخال مبدأ التعارض بين العازف المنفرد والأوركسترا في عمله لاسترافاغانزا (1715 م) -Stravaganza-، غير الإيقاعات البطيئة، وخفض عدد المقطوعات المصاحبة إلى ثلاثة. تميزت أعمال فيفالدي (كونشرتو لناي واحد) ببساطة وجمال في اللحن، فقط أعمال موتسارت ارتقت إلى هذه الدرجة من الإتقان.
يمكن العثور على نماذج لأصول الكونشوتو الحديث، والمبني على تباين مهارة المؤدي مع التأليف المتقن، في الأعمال الأخيرة لفيفالدي. نظرا لتفوقه الصارخ في تقنية الكمان على معاصريه، تم اتهام من كان يلقب بـ«الكاهن الأصهب» (أو الأشقر) بأنه أمضى عقدا مع الشيطان. أثرت الكونشرتوهات التي وضعها في طريقة أداء عازفي الكمان. كانت أعمال فيفالدي قد تم نسيانها إلى أن قام يوهان سباستيان باخ بإعادة صياغتها في أوائل مسيرته الفنية.

## وصلات خارجية
- أنطونيو فيفالدي على موقع IMDb (الإنجليزية)
- أنطونيو فيفالدي على موقع الموسوعة البريطانية (الإنجليزية)
- أنطونيو فيفالدي على موقع ألو سيني (الفرنسية)
- أنطونيو فيفالدي على موقع ميوزك برينز (الإنجليزية)
- أنطونيو فيفالدي على موقع أول موفي (الإنجليزية)
- أنطونيو فيفالدي على موقع قاعدة بيانات الأفلام السويدية (السويدية)
- أنطونيو فيفالدي على موقع إن إن دي بي (الإنجليزية)
- أنطونيو فيفالدي على موقع أول ميوزيك (الإنجليزية)
- أنطونيو فيفالدي على موقع ديسكوغز (الإنجليزية)
- أنطونيو فيفالدي على موقع قاعدة بيانات الفيلم (الإنجليزية)

- Catalog of instrumental works
- Complete works catalog
- Two Vivaldi biopics may duel at the box office
- أعمال أنطونيو فيفالدي في ليبري فوكس
- تآليف موسيقية ذات ملكية عامة بقلم أنطونيو فيفالدي في مشروع مكتبة الموسيقى الدولية

- Free scores by أنطونيو فيفالدي في موقع مكتبة كورالي للملكية العامة  [لغات أخرى]‏ (ChoralWiki)
- قالب:WIMA
- قالب:MutopiaComposer
- Vivaldi biography. Free English eBooks: 1. Talbot, M. Vivaldi. 1993; 2. Heller, K. Antonio Vivaldi: The Red Priest of Venice. 1997
- project Anima Veneziana (Ryom, Peter. Vivaldi Werkverzeichnis. 1. Auflage. 2007. Breitkopf & Härtel. 664 S., format: JPG)
- The Seasons in interactive hypermedia Allegro, Largo, Allegro (Shockwave required) at the BinAural Collaborative Hypertext
- Allegro molto from 'Winter' by Vivaldi على يوتيوب
- Video of ballet to music by Antonio Vivaldi على يوتيوب
- Informations about the research project on the Saxon court's instrumental music collection in the Sächsische Landesbibliothek – Staats- und Universitätsbibliothek Dresden, in German (open source online publication of all Vivaldi manuscripts from the Pisendel collection)
- Fata Tiganca by Vivaldi